# Unimarc
UNIMARC, o acrónimo de Universal Machine Readable Cataloging, é uma linguagem de catalogação legível por computador.
O formato UNIMARC é uma das variações do Formato MARC e foi criado em 1977 pela IFLA (International Federation of Library Associations and Institutions) com o objectivo de criar uma linguagem comum que permitisse a troca internacional de registos bibliográficos, resolvendo as incompatibilidades entre os vários formatos MARC nacionais.
Foram publicadas novas versões em 1980 e 1983, viradas para a catalogação de monografias e periódicos e beneficiando da estandardização da informação bibliográfica, reflectida no ISBD. Em 1987 foi públicado outro manual, abrangendo também novos formatos e suportes bibliográficos e, em 1991, um UNIMARC para catalogação de autores.
A IFLA criou em 1991 um Comité Permanente do UNIMARC para controlar e definir todas as evoluções do formato. Este Comité é formado por técnicos de vários países. Recentemente o UNIMARC foi adoptado como formato comum dos países da União Europeia. 
A família de formatos UNIMARC (bibliográfico, autoridades, existências e de classificação) é gerida desde 1991 pelo PUC – Permanent UNIMARC Committee, grupo internacional de especialistas responsável pelas atualizações ao formato e respetivas edições oficiais, que desde 2003 funciona no âmbito da IFLA UNIMARC Core Activity (UCA), coordenada pela Biblioteca Nacional de Portugal.